# Plumularia jaederholmi
Plumularia jaederholmi är en nässeldjursart som först beskrevs av Eberhard Stechow 1912.  Plumularia jaederholmi ingår i släktet Plumularia och familjen Plumulariidae. Inga underarter finns listade i Catalogue of Life.